# Pasynki (obwód miński)
Pasynki (biał. Пасынкі; ros. Пасынки) – wieś na Białorusi, w obwodzie mińskim, w rejonie miadzielskim, w sielsowiecie Narocz.

## Historia
W czasach zaborów wieś w granicach Imperium Rosyjskiego.
W dwudziestoleciu międzywojennym wieś leżała w Polsce, w województwie wileńskim, w powiecie duniłowickim (od 1926 postawskim), w gminie Miadzioł, a następnie w gminie Kobylnik.
Według Powszechnego Spisu Ludności z 1921 roku zamieszkiwało tu 130 osób, 20 było wyznania rzymskokatolickiego, 104 prawosławnego, a 6 mojżeszowego. Jednocześnie 20 mieszkańców zadeklarowało polską przynależność narodową, 104 białoruską, a 6 żydowską. Było tu 25 budynków mieszkalnych. W 1931 w 42 domach zamieszkiwały 222 osoby.
Wierni należeli do parafii rzymskokatolickiej i prawosławnej w Kobylniku. Miejscowość podlegała pod Sąd Grodzki w Miadziole i Okręgowy w Wilnie; właściwy urząd pocztowy mieścił się w Kobylniku.
W 1938 roku miejscowość należała do gromady Czerewki gminy Kobylnik.
Po agresji ZSRR na Polskę w 1939 roku wieś znalazła się w granicach BSRR. W latach 1941–1944 była pod okupacją niemiecką. Następnie leżała w BSRR. Od 1991 roku w Republice Białorusi.